# Giordan Watson
Giordan Lee Watson (ur. 24 października 1985 w Detroit) – amerykański koszykarz, występujący na pozycji rozgrywającego, posiadający także rumuńskie obywatelstwo, reprezentant Rumunii, obecnie zawodnik SCM CSU Krajowa.

## Osiągnięcia
Stan na 30 października 2022, na podstawie, o ile nie zaznaczono inaczej.

### NCAA
- Wicemistrz sezonu regularnego Dywizji Zachodniej konferencji MAC (2008)
- Wybrany do:
  - I składu:
    - MAC (2007)
    - turnieju MAC (2007)

  - II składu MAC (2008)
  - składu honorable mention All-MAC (2006)
- Lider konferencji MAC w:
  - średniej asyst (2008 – 4,5)
  - liczbie celnych rzutów wolnych (2007 – 146)

### Drużynowe
- Mistrz:
  - Rumunii (2019, 2020, 2022)
  - Islandii (2012)
- Wicemistrz Rumunii (2021)
- 3. miejsce:
  - w EuroChallenge (2015)
  - w FIBA Europe Cup (2021)
  - podczas mistrzostw Rumunii (2015)
- Zdobywca:
  - pucharu:
    - Rumunii (2014, 2018)
    - firmowego Islandii (2011)

  - superpucharu:
    - Rumunii (2020)
    - Islandii (2011)
- Finalista:
  - Superpucharu Rumunii (2014, 2018)
  - Pucharu Francji (2017)
- Uczestnik międzynarodowych rozgrywek Ligi Mistrzów (2016/2017 – TOP 16, 2021/2022 – TOP 8)

### Indywidualne
(* – nagrody przyznane przez portal eurobasket.com)
- MVP finałów ligi rumuńskiej (2019)*
- Zaliczony do:*
  - I składu:
    - zawodników:
      - zagranicznych ligi:
        - islandzkiej (2012)
        - rumuńskiej (2018)

      - krajowych ligi rumuńskiej (2021)

    - defensywnego ligi islandzkiej (2012)

  - II składu ligi:
    - rumuńskiej (2018, 2019)
    - islandzkiej (2012)
    - fińskiej (2013)

  - III składu ligi rumuńskiej (2015)
  - składu honorable mention:
    - EuroChallenge (2015)
    - FIBA Europe Cup (2021)
- Uczestnik meczu gwiazd ligi rumuńskiej (2015, 2019)

### Reprezentacja
- Uczestnik:
  - europejskich kwalifikacji do mistrzostw świata (2017–2019 – 26. miejsce)
  - kwalifikacji do mistrzostw Europy (2020)